# Alangu
El Alangu u Bully Kutta es una raza de perro  originaria de la región de Thanjavur en India. La raza no és reconocida por la Federación Cinológica Internacional. Esta raza fue probablemente desarrollada para la caza no especializada y como perro guardián de la propiedad o el ganado. Es utilizado para las peleas de perros.

## Características
Esta raza se describe por sus grandes proporciones y porte aristocrático con una alzada a la cruz de 80-90 cm y extremidades pesadas y musculosas que utiliza para desplazarse a grandes zancadas.
Tiene las orejas erguidas y el lomo largo. El color del pelaje varía entre el rojo, leonado y negro. En el pecho se suelen localizar manchas blancas y el hocico es, en la mayoría de los casos, negro.